# Cryptolepis ibayana
Cryptolepis ibayana är en oleanderväxtart som beskrevs av L.Joubert och Venter. Cryptolepis ibayana ingår i släktet Cryptolepis och familjen oleanderväxter. Inga underarter finns listade i Catalogue of Life.